# 哈尔斯布吕克
哈尔斯布吕克（德語：Halsbrücke）是德国萨克森州的市镇，隶属于中萨克森县。总面积为41.04平方千米，截至2023年12月31日总人口为5,009人。